# Ліна Лехтоваара
Ліна Лехтоваара (уроджена Ліна Лонгбака; нар. 23 червня 1981 Коккола) — фінський футбольний арбітр. Арбітр ФІФА з 2009 року.

## Суддівська кар'єра
Лехтоваара судить у фінському жіночому вищому дивізіоні Kansallinen Liiga та фінали жіночого кубка Фінляндії, також з 2019 року судить в чоловічому другому «Юккенен» і третьому ешелонах «Какконен».
Її першим турніром на міжнародному рівні став чемпіонат Європи з футболу серед жінок віком до 19 років 2011 року. Чотири роки по тому вона знову була номінована на ці змагання і судила фінал між Іспанією та Швецією на турнірі в Ізраїлі. На Чемпіонаті Європи серед жінок 2017 року вона була четвертим арбітром.
У 2002 році Лехтоваара судила фінал Ліги чемпіонів УЄФА серед жінок між ФК «Барселона» та «Олімпік Ліон». Того ж року УЄФА призначив її однією з 13 арбітрів на фінальний турнір жіночого чемпіонату Європи в Англії.
У серпні 2022 року Лехтоваара судила на чемпіонаті світу 2022 U-20 у Коста-Риці.
Вона також була одним з арбітрів на Чемпіонаті світу з футболу серед жінок 2023 року в Австралії та Новій Зеландії.
Футбольна асоціація Фінляндії визнавала Лехтоваару арбітром року у 2015—2016 та 2018—2021 роках.

## Особисте життя
Фінська шведка Ліна Лехтоваара родом з Коккола, але зараз живе в Парайнен, де працює вчителькою на повну ставку. Лехтоваара має ступінь магістра освіти.
Молодший брат Лехтоваари — Густав Лонгбека, футбольний воротар, який грав у вищому дивізіоні.

## Основні турніри

### На Чемпіонаті Європи з футболу серед жінок 2022 року
| раунд         | Дата          | Місце проведення | команда  | команда           | Результат |
| ------------- | ------------- | ---------------- | -------- | ----------------- | --------- |
| Груповий етап | 7 липня 2022  | Саутгемптон      | Норвегія | Північна Ірландія | 4:1 (3:0) |
| Груповий етап | 14 липня 2022 | Манчестер        | Італія   | Ісландія          | 1:1 (0:1) |

### На Чемпіонаті світу з футболу серед жінок 2023 року
| раунд         | Дата          | Місце проведення | команда | команда | Результат |
| ------------- | ------------- | ---------------- | ------- | ------- | --------- |
| Груповий етап | 21 липня 2023 | Мельбурн         | Нігерія | Канада  | 0:0       |